# Bökey Khan
Bökey Khan (kasachisch Бөкей хан Bökei han; * unbekannt; † 12. Mai 1815) war ein kasachischer Fürst des 18. und 19. Jahrhunderts. Er regierte zwischen 1812 und 1815 in der nach ihm benannten Bökey-Horde.

## Herkunft
Bökey war ein Sohn von Nuralis, des Khans der Kleinen Horde. Damit war er auch ein Enkel von Abu'l-Hayr, einem Herrscher des Kasachen-Khanates.

## Leben
Über die Frühzeit dieses Kasachen-Fürsten ist nicht viel bekannt. Historische Quellen besagen aber, dass Bökey Khan 1797 ein Anwärter auf den Khan-Titel der Kleinen Horde war. Er konnte sich aber auf der entscheidenden Fürstenversammlung (Kurultai) gegenüber seinen Kontrahenten Aishuak nicht durchsetzen und so bat er 1799 den russischen Zaren Paul I. um Umsiedlung seines Clans und ca. 5000 weiteren Familien auf das Gebiet zwischen der Wolga und dem Ural-Fluss.
1801 wurde ihm die Übersiedlung auf nunmehr russisches Gebiet gestattet und Bökey Khan wurde mit der ihm verliehenen Goldmedaille mit dem Bild des Zaren offiziell ein Vasall des Zaren. Der gläubige Muslim Bökey gründete dort im Jahre 1812 seine eigene Horde. Als sich die Beschwerden über den Führer der Mittleren und der Großen Horde, Vali Khan, beim damaligen Zaren Alexander I. häuften, setzte dieser Bökey Khan noch  im gleichen Jahr als zweiten Khan ein.
Am 12. Mai 1815 starb Bökey Khan und seine Nachfolge trat sein damals 14-jähriger Sohn Jangher an. Zu seinem Vormund wurde ein Großonkel, Shighai, bestimmt. Dieser fungierte zwischen 1812 und 1825 als Regent in der Bökey-Horde. 
1825 ging die Führung der Horde in die alleinige Führung Janghers über und dieser regierte noch bis 1845. Nach dessen Tod (1845) wurde diese aufgelöst und der direkten Verwaltung Russlands unterstellt. Diese Direktverwaltung durch den Zaren wurde 1858 abgelöst, als das einstige Gebiet dann dem Innenministerium unterstellt wurde.
| Personendaten    | Personendaten      |
| ---------------- | ------------------ |
| NAME             | Khan, Bökey        |
| ALTERNATIVNAMEN  | Buqai              |
| KURZBESCHREIBUNG | kasachischer Fürst |
| GEBURTSDATUM     | 18. Jahrhundert    |
| STERBEDATUM      | 12. Mai 1815       |